# Керченська поромна переправа

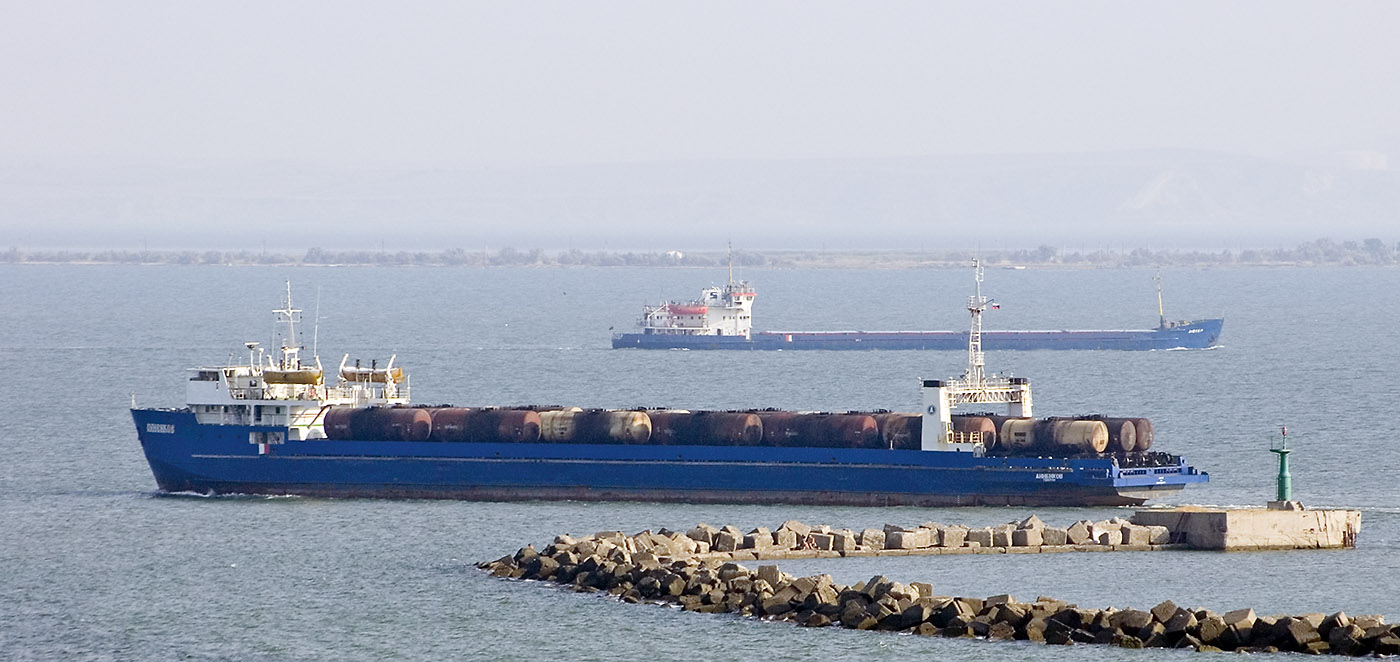
Залізничний пором у Керченській протоці

Керченська поромна переправа — морська поромна переправа, що з'єднувала Крим і Краснодарський край через Керченську протоку.
Здійснювала перевезення пасажирів, автомобілів та вантажних залізничних складів. Пороми курсували між портами «Крим» та «Кавказ».

## Історія
До пуску поромної переправи через Керченську протоку було збудовано залізничний міст, який був знесений льодоходом менш ніж через 4 місяці після побудови.
Морська поромна переправа відкрита 22 вересня 1954 року. У 1993 році тимчасово припиняв роботу.
У 1980-х роках поромом переправлялися пасажирські поїзди найрізноманітніших маршрутів (всі поїзди, крім № 105/106 та № 187/188, курсували влітку):
- № 105/106 Севастополь — Свердловськ;
- № 187/188 Сімферополь — Баку;
- № 363/364 Мурманськ — Новоросійськ;
- № 365/366 Ленінград — Новоросійськ;
- № 367/368 Ленінград — Анапа;
- № 375/376 Сімферополь — Іркутськ;
- № 377/378 Сімферополь — Красноярськ;
- № 381/382 Київ — Новоросійськ;
- № 397/398 Сімферополь — Новокузнецьк;
- № 815/816 Феодосія — Баку (туристичний; цей поїзд долав відстань від Криму до Кавказу 5 годин 25 хвилин!).

Більшість поїздів через переправу курсували влітку. Призначаючи такі поїзди, міністерство шляхів сполучення розвантажувало залізницю через Харків та створювало більшу різноманітність маршрутів.
Раніше також курсуваа поїзд Одеса — Кисловодськ.
Переправу обслуговували чотири пороми: «Північний», «Південний», «Східний» та «Заполярний». Зазвичай працювали три пороми, а четвертий у цей час був у ремонті, які спочатку будувалися для роботи на річках Єнісей та Об на Трансполярній магістралі. Один пором вміщував по 8 пасажирських вагонів або 16 вантажних вагонів. Щоб переправити поїзд, вагони розчіплювалися, заганялися на борт маневровими локомотивами, а після переправи знову зчеплювалися до складу. На переправку кожного поїзда відводилося по 3-4 години. Від станції Кавказ до станції Крим у пасажирському русі працювали тепловози ТЕМ, пізніше — ЧМЕ3 (по два на кожну станцію). Пасажирські потяги накочували одним тепловозом, товарні двома — відразу на обидва борти, щоб уникнути крену порому.
У 1980-ті роки пороми вичерпали свій ресурс, були визнані небезпечними та залізнична переправа перестала функціонувати.
Влітку 2002 року із Сахаліну в Керч надійшов пором «Сахалін-6». Пором вантажопідйомністю понад 10 тис. тонн був здатний перевозити 32 залізничні вагони. Проте не введений в експлуатацію на переправі через замалу осаду (надалі базувався у Феодосії).
На першому етапі планувалося перевезення автофургонів та трейлерів, оскільки залізничні термінали переправи потребували реконструкції з двох сторін, а під'їзні колії — відновлення.
У травні 2004 року в порт «Кавказ» надійшов перший пором «Анненков», який здійснював переправу через Керченську протоку між Таманським та Кримським піостровами. Водночас він доставив комплект обладнання та конструкції для будівництва перехідного мосту. Пором, довжина якого становить 130 м і висота — 25 м, мав можливість одночасно прийняти 24 вантажні залізничні вагони. У порту посиленими темпами завершувалася реконструкція причальних споруд. Відновлення поромного сполучення було заплановано на 18 вересня 2004 року. Впродовж 6 місяців  планувалося запустити на маршруті другий пором, який був підготовлений для цих цілей на Севастопольському профільному підприємстві, проте лише 12 листопада 2004 року була відновлена робота порому
До анексії Криму Росією здійснювався прикордонний контроль в обох портах (діяли пункти пропуску «Крим» та «Порт Кавказ»).
З 10 серпня 2015 року, у зв'язку з окупацією Криму Росією, переправа потрапила під санкції США.
У 2014 році переправа використовувалася Росією для перекидання військ до Криму. Зокрема, нею скористалася 18-та окрема мотострілецька бригада (РФ).
22 серпня 2024 року під час російського вторгнення в Україну (з 2022) завантажений цистернами з паливом паром «Конро Трейдер», що стояв у порту «Кавказ», був атакований (ймовірно за допомогою ПКР «Нептун») і затонув.

## Галерея

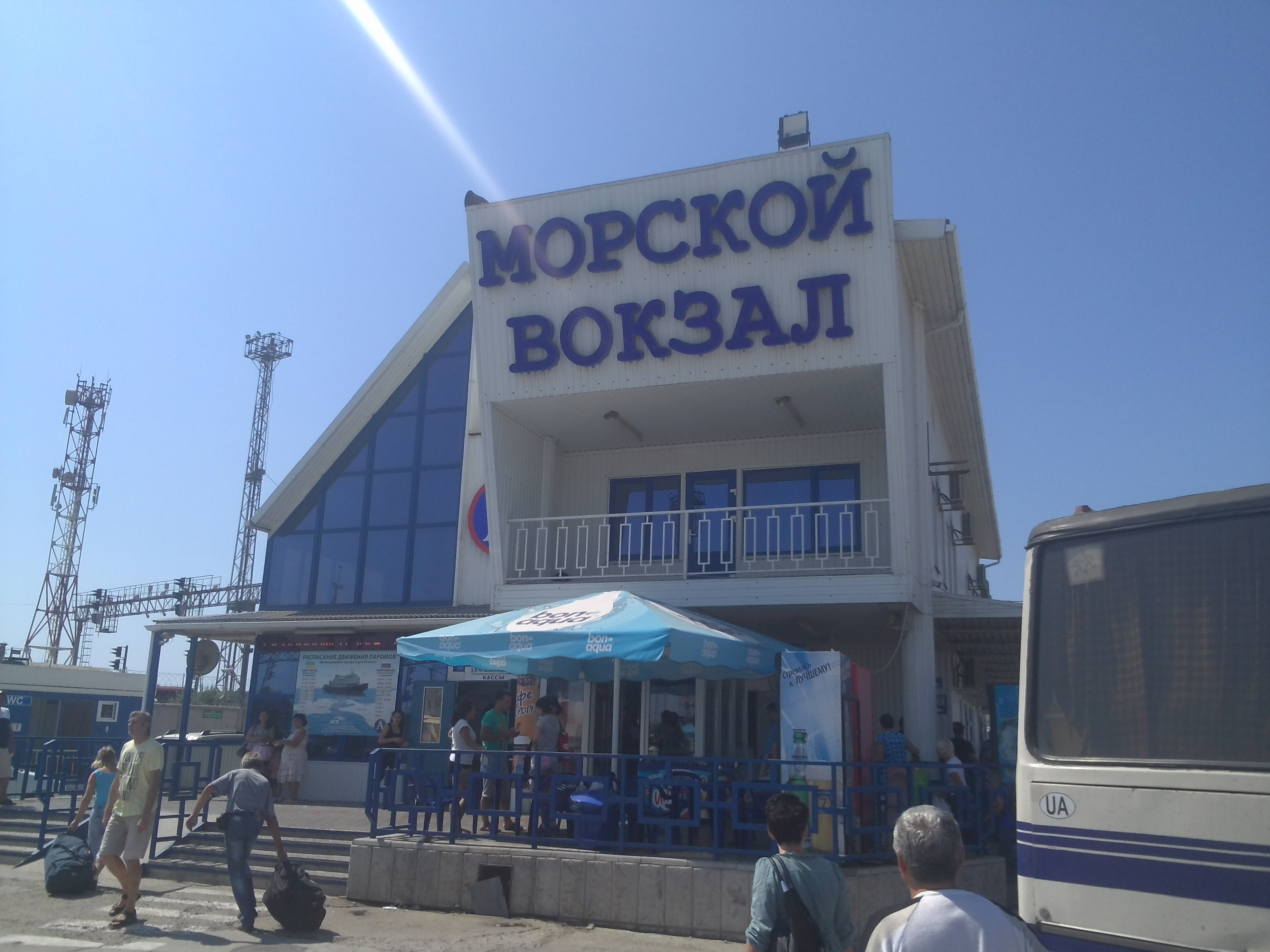
Пасажирський термінал морського вокзалу порту «Кавказ»
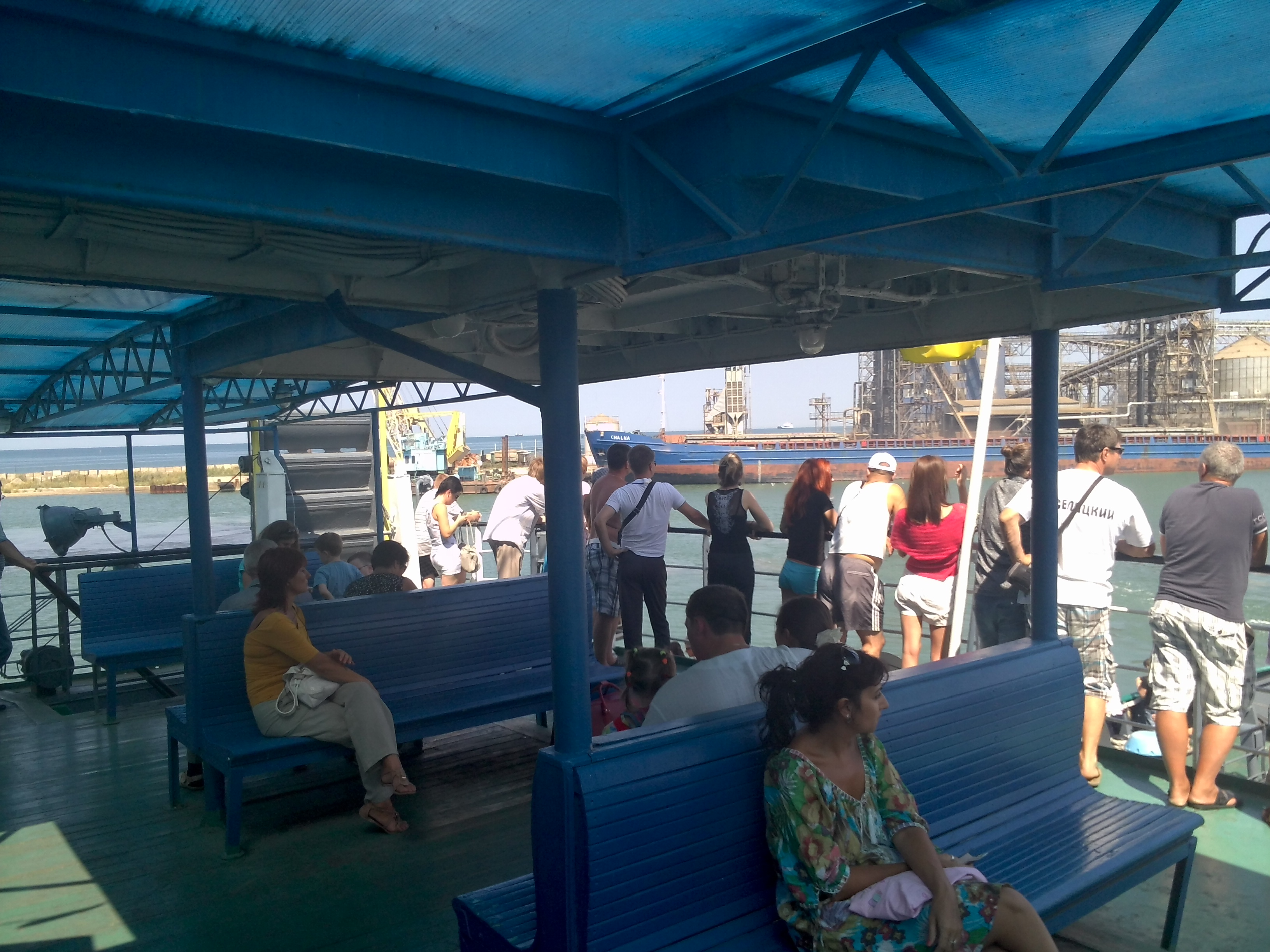
Пасажирське перевезення